# فایو زیک
فایو زیک (انگلیسی: 5Zic؛ زادهٔ ۲۶ ژوئیهٔ ۱۹۸۸) یک موسیقی‌دان اهل کره جنوبی است.ازفعالیت های او میتوان به روز زیبا، کفتار و کفتار دو اشاره کرد.